# (1383) Limburgia
(1383) Limburgia es el asteroide número 1383 situado en el cinturón principal. Fue descubierto por el astrónomo Hendrik van Gent desde la estación meridional de Leiden en Johannesburgo, República Sudaficana, el 9 de septiembre de 1934. Su designación alternativa es 1934 RV. Está nombrado por la provincia neerlandesa de Limburgo.